# Кроун, Патрисия
Патри́сия Кро́ун (англ. Patricia Crone; 28 марта 1945 года, Дания — 11 июля 2015 года, Принстон, Нью-Джерси, США) — американский историк, специалист по ранней истории ислама. Доктор философии (1974). Эмерит-профессор Института перспективных исследований в Принстоне. Член Американского философского общества (2001), член-корреспондент Британской академии. Отмечена Giorgio Levi Della Vida Award (2013).
Один из авторов фундаментальной «Энциклопедии ислама».

## Биография
Училась в Копенгагенском университете, окончила Школу восточных и африканских исследований при Лондонском университете (1969), там же получила степень доктора философии в 1974 году. Затем с. н. с. Института Варбурга в Лондоне. С 1977 года на протяжении 13 лет университетский преподаватель истории ислама и член колледжа Иисуса в Оксфорде. Затем до 1997 года в Кембридже.
С 1997 г. профессор им. Эндрю Меллона Института перспективных исследований в Принстоне, штат Нью-Джерси, США. С 2014 года на пенсии, эмерит.
Почётный доктор Копенгагенского (2009), Лейденского (2013) и Еврейского в Иерусалиме университетов (2014).
Умерла от рака.

## Научная деятельность
Её первая книга «Агаризм: создание исламского мира» (англ. Hagarism: The Making of the Islamic World; Cambridge University Press, 1977) написана в соавторстве с Майклом Куком. Их относят к числу западных «новых историков», сторонников радикальных воззрений на биографию Мухаммада и время возникновения его вероучения, вдвоём они выдвинули гипотезу о том, что ислам якобы возник в северо-западной части Аравийского полуострова как реакция арабов на иранское засилье, а Мухаммад стал проповедником этой идеи сплочения разобщенных арабских племен. В посвящённой ранней истории ислама книге авторы приходят к отличным от устоявшихся выводам. Опираясь исключительно на исторические, археологические и лингвистические данные, они пытаются реконструировать историю происхождения ислама, пытаясь опираться, прежде всего, на источники научного характера, а не богословского-религиозного свойства. Их выводы: нет прямых источников по ранней истории ислама; нет Корана в любой форме до последнего десятилетия VII века; многие аяты Корана до середины VIII века видоизменились и получили новое содержание; не было никакого «золотого века» ислама; не существовали исламские традиции до середины VIII века; исламские традиции возникли лишь после появление первых мазхабов в исламе; исламские источники раннего периода ислама очень скудны и существуют на уровне «придуманных» мифов и далеки от реальной действительности; поэтому придется вновь и вновь обращаться к истории и заново изучать всю историю ислама и т. д.
О. Г. Большаков отмечал её гиперкритицизм к раннесредневековым арабским источникам, касающимся предисламского и раннеисламского периода. Кроун была членом ревизионистской школы исламоведения и ставила под сомнение историчность исламских традиций о зарождении ислама.
Её книга From Arabian Tribes to Islamic Empire: Army, State and Society in the Near East c. 600-850 (2008) представляет собою сборник статей, посвященных исследованию развития раннего мусульманского общества.